# Federico Olmeda

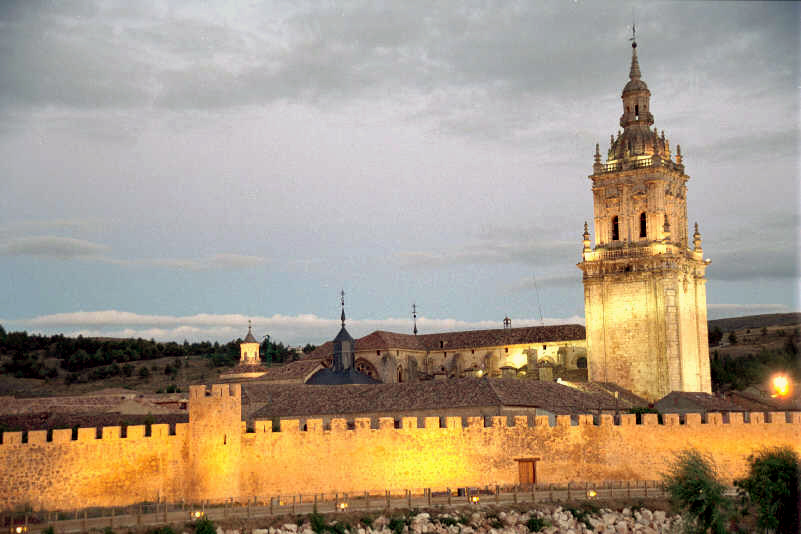
Catedral del Burgo de Osma on Olmeda es formà com a músic

Federico Olmeda (Burgo de Osma, 18 de juliol de 1865 - Madrid, 9 de febrer de 1909) fou un compositor i musicòleg castellà.
En la catedral de la seva vila natal fou nen de cor, aprenent solfeig, cant pla, orgue, violí i composició. Als vint-i-dos anys ja gaudia d'una bona anomenada i reputació per fer-lo jutge d'oposicions a Osma i Burgos i vocal de l'Exposició d'art antic i modern que se celebrà a Burgos.
El 1887 feu oposicions a la plaça d'organista de la catedral de Tudela, on aconseguí el primer lloc, i el 2 de desembre del mateix any prengué possessió del benefici amb càrrec d'organista de la catedral de Burgos.

## Atracció pel gènere instrumental
A part de l'orgue, el gènere instrumental el va atraure molt singularment, i el 1899 va compondre un Poema simfònic sobre un passatge del Paradís perdut de Milton, que, presentat en el certamen del Conservatori de València, aconseguí el primer premi. De 1890 a 1891 és una col·lecció de 32 peces de piano titulades Rimas, per estar inspirades moltes d'elles en alguna de les de Becquer i a estil dels lieder de Mendelssohn i Schumanni d'igual data és una quartet en mi b.
El 1891 feu oposicions al Magisteri de capella de la catedral de Valladolid, on va tenir per contrincant en Vicente Goicoechea, el qual, després de molt renyides oposicions, fou agraciat amb la plaça. Des d'aquesta època el nom d'Olmeda comença a difondre's i guanyar crèdit: a Burgos era l'ànima de tota empresa musical; el 1893 l'anomenen director de l'Acadèmia Municipal de Música, el 1894 director artístic honorari de l'Orfeó Burgalès, després efectiu de Santa Cecília, i posteriorment soci de mèrit i professor de classe vocal i instrumental del Circulo de Obreros. L'ensenyança del piano, a la que tingué de dedicar-se, li'n donà motiu per a compondre una col·lecció de Sonates, que ocupa un lloc semblant al que Schubert treballà en aquest gènere. D'aquestes en publicà Henri Collet la segona a París.

## La restauració gregoriana
La restauració gregoriana, iniciada pel gregorià Uriarte, els treballs d'investigació folklòrica i d'erudició musical ocuparen després l'activitat d'Olmeda, essent fruit dels seus estudis Memorias d'un viaje á Santiago de Galícia, on examinà el Còdex de Calixt II (1895), i el de Folklore de Burgos (1902). Des del 1903, efecte d'un arranjament, que donades les anormals circumstàncies en què es trobava el Magisteri de la catedral de Burgos, amb mestre propi, Enrique Barrera, però sense cap persona que el desenvolupes, hagué de fer-se per suplir l'absència de Barrera, Olmeda dirigia la capella de la catedral, sense cap benefici. Com aquesta situació, a més de difícil, no era gens favorable, Olmeda acudí a les oposicions del Magisteri de Saragossa, més la fortuna no li era propicia: aconseguí el primer lloc en la votació; però no la plaça. Finalment el 1908 aconseguí esser mestre de capella de les Descalces Reials de Madrid, però quan treballava amb el més gran afany en unes oposicions per la classe de piano, orgue, cant pla i composició de l'Escola Nacional de Sord-muts i Cecs, una pulmonia segà totes les seves il·lusions i trinxà el seu esdevenidor, prenent-li la vida l'11 de febrer de 1909.

## Activitat
Durant els anys anteriors havia pres part molt activa en els congressos de música sagrada de Valladolid i Sevilla, i fundà la revista La Voz de la Música (Burgos, 1907, i Madrid, 1909), on, a part dels articles que en favor de la bona música religiosa s'escrivien, de composicions vocals i orgàniques pròpies d'autors contemporanis, publicà excel·lents obres antigues espanyoles polifòniques i d'orgue, que ell mateix, per manca de recursos, havia d'autografiar.
Gran recercador de llibres, reuní una biblioteca musical, principalment, molt important, què, a la seva mort, adquirí el llibreter Karl Hiersemann, de Leipzig.
En el gènere religiós Olmeda va compondre molt: tot això pertany a la bona i moderna escola orientada en les normes estètiques de la restauració. D'entre elles són notables algunes fuges d'orgue publicada a Itàlia, la missa de Glòria, sobre el tema gregorià de la d'Angelis, amb altres diverses obres, més la col·lecció de melodies populars religioses castellanes harmonitzades per l'ús religiós. El millor, tanmateix, de la seva tasca artística resideix en les simfonies, quartets, rimes i sonates de piano, que constitueixen, en quantitat i qualitat, el més seriós que la vena musical espanyola va produir en el segle xix.

## Obres
- Solfeig Elemental: (Madrid)
- Prontuari de solfeig: (teoria) dues edicions, 2ª, Burgos, 1891
- Memorias d'un viaje á Santiago de Galícia: Burgos, 1895
- Folklore de Burgos: Burgos 1902
- Fuga a quattro parti per organo: A. Bertarelli, Milà
- In festo Septem Dolorum B.V.M.
- Oda per a orgue: París, 1903
- Pio X i el cant romà: Burgos, 1904
- Comentario sobre el <<Motu proprio>>: Burgos, 1904
- Col·lecció de cançons populars sagrades, cantilenes gregorianes, goigs als sants, cants de romeria, lletanies i altres peces per a ús de la música popular religiosa: (Impremta de Gutiérrez, Palència, 1902)
- Poema simfònic sobre el Paradís perdut: de Milton
- Dues simfonies per a orquestra sobre temes populars espanyols
- Sonates: per a piano, publicada la sonata en La menor: (H. Lemoine, París, 1909)
- 32 Rimes : per a piano, i d'altres vàries.